# Danh sách phim TVB năm 1998
Đây là danh sách phim truyền hình do TVB phát hành hoặc phát sóng năm 1998.

## Dòng phim thứ nhất
| Công chiếu             | Tên phim                   | Tên phim tiếng Anh                | Số tập | Diễn viên chính | Thể loại            | Ghi chú | Website |
| ---------------------- | -------------------------- | --------------------------------- | ------ | --- | ------------------- | ------- | ------- |
| 12/01- 6/02            | Hoa Mộc Lan                | A Tough Side of a Lady            | 20     | Trần Diệu Anh, Vương Hy, Gigi Fu, Sammy Lau, La Gia Anh                                                                   | Cổ trang, Kiếm hiệp |         | [ 1 ]   |
| 9/02- 6/03             | Khung trời xa lạ           | A Place of One's Own              | 20     | Ngô Khải Hoa, Trần Tùng Linh, Trần Diệu Anh, Nguyên Hoa, Nguyễn Triệu Tường, Ngô Mỹ Hành                                  | Hiện đại            |         | [ 2 ]   |
| 9/03- 1/05             | Truyền thuyết liêu trai II | Dark Tales II                     | 50     | Lữ Tụng Hiền, Trương Tuệ Nghi, Tô Ngọc Hoa, Quách Chính Hồng, Giang Hân Yến, Lương Vinh Trung, Trần Hạo Dân, Đàm Diệu Văn | Cổ trang            |         | [ 3 ]   |
| 4/05- 29/05            | Định mệnh                  | As Sure As Fate                   | 20     | Lý Khắc Cần, Đằng Lệ Danh, Mai Tiểu Huệ, Nguyễn Triệu Tường, Quách Thiểu Vân                                              | Hiện đại            |         | [ 4 ]   |
| 1/06- 31/07            | Lộc Đỉnh Ký                | The Duke of Mount Deer            | 45     | Trần Tiểu Xuân, Mã Tuấn Vỹ, Trần Thiếu Hà, Từ Hào Oanh, Lương Tiểu Băng, Lưu Ngọc Thuý                                    | Cổ trang            |         | [ 5 ]   |
| 3/08- 4/09             | Thần thám Lý Kỳ            | Old Time Buddy - To Catch a Thief | 25     | La Gia Lương, Trương Khả Di, Lâm Gia Đống, Ngô Ỷ Lợi                                                                      | Lịch sử             |         | [ 6 ]   |
| 7/09- 25/09            | Lâm Thế Vinh               | Simply Ordinary                   | 15     | Lâm Gia Đống, Quách Khả Doanh                                                                                             | Cổ trang            |         | [ 7 ]   |
| 28/09- 23/10           | Lưới tình                  | Web of Love                       | 20     | Âu Dương Chấn Hoa, Thiệu Mỹ Kỳ, Trần Chỉ Thanh, Nguyễn Triệu Tường                                                        | Hiện đại            |         | [ 8 ]   |
| 26/10- 18/12           | Tây du ký II               | Journey to the West II            | 42     | Trần Hạo Dân, Giang Hoa, Lê Diệu Tường, Mạch Trường Thanh                                                                 | Cổ trang            |         | [ 9 ]   |
| 21/12/1998- 15/01/1999 | Khoảnh khắc tuyệt vời      | Moments of Endearment             | 20     | Dương Thiên Hoa, Trương Gia Huy, Tần Bái, Tô Ngọc Hoa, Tạ Thiên Hoa                                                       | Hiện đại            |         | [ 10 ]  |

## Dòng phim thứ hai
| Công chiếu           | Tên phim                 | Tên phim tiếng Anh   | Số tập | Diễn viên chính | Thể loại            | Ghi chú | Website |
| -------------------- | ------------------------ | -------------------- | ------ | --- | ------------------- | ------- | ------- |
| 19/01- 13/02         | Duyên nợ                 | A Measure of Love    | 20     | Lâm Gia Đống, Viên Khiết Doanh, Thang Doanh Doanh                                                                                           | Hiện đại            |         | [ 11 ]  |
| 16/02- 9/05          | Bí mật của trái tim      | Secret of the Heart  | 62     | Huỳnh Nhật Hoa, La Gia Lương, Trương Gia Huy, Trần Cẩm Hồng, Quách Ái Minh, Châu Hải My, Tuyên Huyên, Thái Thiếu Phân, Ngô Mỹ Hành, Tần Bái | Cổ trang            |         | [ 12 ]  |
| 11/05- 9/06          | Đội chống tệ nạn         | Crimes of Passion    | 22     | Âu Dương Chấn Hoa, Quách Khả Doanh, Doãn Dương Minh, Lưu Cẩm Linh                                                                           | Hiện đại, Hành động |         | [ 13 ]  |
| 6/07- 31/07          | Lực lượng phản ứng       | Armed Reaction       | 20     | Âu Dương Chấn Hoa, Quan Vịnh Hà, Đằng Lệ Danh, Ngụy Tuấn Kiệt                                                                               | Hiện đại, Hành động |         | [ 14 ]  |
| 3/08- 28/08          | Người hùng đảo Bình Châu | Rural Hero           | 20     | Lữ Tụng Hiền, Tuyên Huyên, Quách Tấn An, Viên Thể Vân, Chillie Poon                                                                         | Hiện đại, Hành động |         | [ 15 ]  |
| 31/08- 10/10         | Bàn tay nhân ái          | Healing Hands        | 32     | Ngô Khải Hoa, Lâm Bảo Di, Thái Thiếu Phân, Trần Tuệ San, Mã Tuấn Vỹ, Tô Vĩnh Khang, Trương Gia Huy, Trần Chỉ Thanh                          | Hiện đại            |         | [ 16 ]  |
| 12/10- 4/12          | Cuộc chiến với lửa       | Burning Flame        | 43     | Vương Hy, Cổ Thiên Lạc, Quan Vịnh Hà, Lý San San, Tiền Gia Lạc                                                                              | Hiện đại, Hành động |         | [ 17 ]  |
| 7/12/1998- 1/01/1999 | Oan gia nan giải         | Till When Do Us Part | 20     | Ngô Khải Hoa, Quách Khả Doanh, Ngô Mỹ Hành, Giang Hân Yến, Nguyễn Triệu Tường                                                               | Hiện đại            |         | [ 18 ]  |

## Dòng phim thứ ba
| Công chiếu             | Tên phim             | Tên phim tiếng Anh | Số tập | Diễn viên chính | Thể loại           | Ghi chú | Website |
| ---------------------- | -------------------- | ------------------ | ------ | --- | ------------------ | ------- | ------- |
| 15/05/1995- 17/11/1999 | Nghĩa nặng tình thâm | A Kindred Spirit   | 1128   | Lý Tư Kỳ, Lưu Đan, Tiết Gia Yến, Quách Khả Doanh, Trần Cẩm Hồng, Tô Ngọc Hoa, Quách Thiểu Vân, Lưu Khải Uy, Uyển Quỳnh Đan, David Lui, Ngô Mỹ Hành, Tạ Thiên Hoa, Đằng Lệ Danh, Viên Thái Vân, Mã Đức Chung | Hiện đại, Hài kịch |         | [ 19 ]  |